# Aya Ben Abdallah
Aya Ben Abdallah, née le 19 août 1997 à Tunis, est une handballeuse tunisienne. Elle mesure 1,65 m.
Elle évolue au poste d'ailière droite avec le Club africain. Elle fait également partie de l'équipe de Tunisie, avec laquelle elle participe au championnat du monde 2017 en Allemagne.

## Palmarès
En équipe nationale
- 24e place au championnat du monde 2017
- Médaille de bronze au championnat d'Afrique 2021
- 5e place au championnat d'Afrique 2022